# سرور اینترنتی شطرنج
سرور اینترنتی شطرنج (به انگلیسی: Internet chess server)، که بطور خلاصه به آن آی‌سی‌اس (ICS) می‌گویند، یک سرور خارجی برای شطرنج است که امکان بازی، تماشای بازی‌ها و بحث بر سر آن‌ها را در اینترنت فراهم می‌کند. این اصطلاح در اصل برای نامیدن امکاناتی به کار می‌رود که بازیکنان از طریق آن‌ها می‌توانند با کلاینت‌های گرافیکی شطرنج در دستگاه‌های خود با یکدیگر شطرنج بازی کنند.

محیط بازی نوبتی (turn-based) در برنامهٔ تحت اندروید چس‌دات‌کام. چس‌دات‌کام یکی از سرورهای شناخته‌شدهٔ شطرنج در اینترنت است.

## پروتکل
پروتکل آن فرم سادهٔ متن‌محور پروتکل تلنت است. بسیار کم مستندسازی شده و استاندارد نشده‌است و پیاده‌سازی‌های مرجع اندک و چندین کلاینت از آن وجود دارد. در تئوری،یک سرور اینترنتی شطرنج می‌تواند از هر کلاینت تلنت مورد دسترسی قرار گیرد و کاربران نیز معمولاً از رابط‌های کاربری گرافیکی برای این کار استفاده می‌کنند.

## سرورهای در دسترس
در طول سال‌ها، سرورهای اینترنتی شطرنج متعددی ساخته شده‌اند که برخی از محبوب‌ترین آن‌ها چنین‌اند: چس‌دات‌کام، آی‌سی‌سی،‌پلی‌چس‌دات‌کام، اف‌آی‌سی‌اس و چس‌کیوب. در برخی از سایت‌های بازی نیز، بازی‌های غیر حرفه‌ای شطرنج وجود دارد. (همچون یاهو! گیمز)